# Perconia grisearia
Perconia grisearia är en fjärilsart som beskrevs av Otto Staudinger 1871. Perconia grisearia ingår i släktet Perconia och familjen mätare. Inga underarter finns listade i Catalogue of Life.